# 東京卒業
東京卒業（とうきょうそつぎょう）は、1996年12月23日にTBS系列で放送されたテレビドラマである。
パナソニック(旧松下電器)の一社提供の特別企画ドラマ。「東京卒業」(学陽書房刊)というキャッチ➖なタイトルの本に惹かれた、編成部の市川哲夫がドラマ部の堀川とんこうにドラマ化を持ちかけた。バブルの崩壊から数年が経ち、日本社会のパラダイムシフトが求められていた。それをモチーフに、竹山洋が脚本を書いた本作は、時代の変化を捉えた佳篇となった。

## キャスト
- 正木萌子：市原悦子
- 正木信子：原田知世
- 正木倫子：松下由樹
- 正木立郎：国分太一
- 正木市郎：高橋幸治
- 小野武彦
- 勝部演之
- 小島聖
- 香川照之
- 佐古正人
- 野村宏伸
- 野村祐人
- 渡辺えり子
- 山下容莉枝
- 立郎の幼少期：神木隆之介

## スタッフ
- 脚本：竹山洋
- 音楽：中冨雅之
- プロデューサー：中川善晴
- 編成：市川哲夫
- 演出：堀川とんこう
- 制作著作：TBS

## 受賞
- 第34回ギャラクシー賞優秀賞
- 第36回日本テレビ技術賞（撮影部門）

| スタブアイコン | サブスタブ | この項目は、まだ閲覧者の調べものの参照としては役立たない、テレビ番組に関連した書きかけの項目です。この項目を加筆・訂正などしてくださる協力者を求めています（P:テレビ/PJ:放送または配信の番組）。 |